# Владимир Пенев (монах)
Владимир Пенев е католически духовник, конвентуалец, иконописец-хералдик.

## Биография
Владимир Пенев е роден в село Дуванлии, Пловдивско на 18 януари 1926 г. Още от детските си години се интересува от рисуване. Под ръководството на енорийския си свещеник прави първите стъпки в духовността и свещеническото си звание. През 1938 г. заминава за Италия, където получава философско и богословско образование в Асизи. През 1951 г. е ръкоположен за свещеник.
Заради атеистичния комунистически режим в България е принуден да остане в Италия. Там работи както в пасторалната дейност, така и често рисува икони, предназначени за францисканските манастири по целия свят. Като свещеник рисува различни разпятия, икони на Дева Мария, Свети Франциск и други францискански светци, които са специално предназначени за мисиите и достигат дори и до далечните конвентуалски семинарии в Корея, Индия и Бразилия.
Негово дело са и папските гербове, които красят фасадата на базиликата на Свети Франциск. Първият си папски герб отец Владимир изработва за папа Йоан XXIII, известен като „българския папа“. Когато през 2013 г. научава вестта, че папата Франциск приема името на „Бедняка от Асизи“, рисува копие на „Синия кръст“, което лично връчва в дар на Светия отец на 4 октомври 2013, при посещението му в Асизи.
През 2009 година той предлага побратимяването на манастирите „Свети Франциск“ в Асизи и „Свети Йоан Рилски“ в България. Призивът за побратимяване е отправен при откриването на втората изложба в Асизи на българския иконописец Емил Цеински, чийто творчески път започва в Рилския манастир.
Отец Владимир Пенев умира на 24 декември 2016 г. в Свещения манастир на Свети Франциск в Асизи. Погребан е в гробището на Асизи.